# Stahlert
Die Grube Stahlert war eine Eisenerzgrube in der Gemarkung von Herdorf im Landkreis Altenkirchen in Rheinland-Pfalz. Die Grube war Betriebsabteilung der Grube Bollnbach.
Bereits vor 1787 wurde nach Erz gegraben. 1885 wurden 20.563 t Eisenerz gefördert, damit stand die Grube an 16. Stelle der Siegerländer Förderstatistik. Bis 1903 erhöhte sich diese auf 31.621 t. Der 1870 angelegte Schacht hatte eine Größe von 3,5 × 1,9 m und erreichte eine Gesamtteufe von 511 m. 1882 war er 159 m tief. Die Gesamtteufe der Grube lag bei 557 m. 1910 brach der Schacht zusammen, der Abbau wurde über Bollnbach fortgesetzt.
Ab 1899 wurde mit Bollnbach gefördert, 1909 gehörte sie als Betriebsabteilung zur Grube. In diesem Jahr wurden neue elektrische Anlagen beschaffen. Bereits ein Jahr später, am 6. Mai 1910 wurde die Förderung eingestellt, 1926 wurde die Grube endgültig geschlossen. Die Gesamtförderung der Grube lag bei 1,072 Mio. t Eisenerz.